# Taquicardia paroxística
La taquicardia paroxística es una forma de taquicardia que comienza y termina de forma aguda (o paroxística). También se conoce como "síndrome de Hoffmann-Bouveret".

## Clasificación
Según su origen:
- Taquicardia supraventricular
- Taquicardia ventricular

## Causa
La causa de esta condición no se conoce con precisión, aunque es probable que sea de origen nervioso y puede ser agravada por el desgaste físico. Los síntomas son muy alarmantes, pero no es considerada en sí misma peligrosa.